# Löb Bodenheimer
Löb Moses Bodenheimer (geboren am 13. Dezember 1807 in Karlsruhe; gestorben am 25. August 1868 in Krefeld) war Rabbiner. Er wirkte von 1831 bis 1844 in Hildesheim und von 1844 bis 1855 in Krefeld. Er war der letzte Oberrabbiner des Konsistoriums Krefeld.

## Familie
Löb Moses Bodenheimer war der Sohn von Moses Bodenheimer und Rebecca Moses. Er heiratete Mai 1832 in Hamburg Fanny Tobias. Das Ehepaar hatte zwei Kinder, Sohn Hermann (geboren 1833) und Tochter Ida (geboren 1836), die 1855 im Alter von 19 Jahren starb. Die Grabsteine von ihm und seiner Tochter auf dem jüdischen Friedhof von Krefeld sind erhalten.

## Leben
Bodenheimer besuchte das Gymnasium in Karlsruhe.
1826 begann er an der Universität Würzburg ein Studium der Philosophie, Theologie, Philologie, Pädagogik und Staatswissenschaft. Zugleich besuchte er die Jeschiwa (Talmudhochschule) des Rabbiners Abraham Bing. 1828 legte er seine Promotion ab. 1830 erhielt er das Rabbinerdiplom von Rabbiner Ascher Löw. Ein Jahr später wurde er Rabbiner in Hildesheim. In diesem Amt porträtierte ihn der Maler und Zeichner Isidor Popper. Am 6. August 1844 wurde er zum Oberrabbiner des Krefelder Konsistoriums gewählt. Am 8. und 9. Mai 1845 wurde er eingeführt, nachdem er vom Staat Preußen eingebürgert worden war.
1847 verabschiedete der erste vereinigte Preußische Landtag das Gesetz über die Verhältnisse der Juden und schaffte das Konsistorialsystem ab. Endgültig wurde das Konsistorium Krefeld erst 1863 aufgelöst. Bodenheimer war von nun an Rabbiner der jüdischen Gemeinde Krefeld. Sie umfasste den Kreis Krefeld. Den Titel Oberrabbiner behielt er ehrenhalber.
Bodenheimer widmete sich besonders dem Schulwesen. Er gründete einen Verein zur Ausbildung jüdischer Lehrer und Handwerker. In seiner Amtszeit wurde auch in Krefeld die neue Synagoge gebaut und 1853 eingeweiht.
Er war Mitglied in der Deutschen Morgenländischen Gesellschaft.

## Schriften
- Bruderhülfe : Vortrag am Sabbath Seder Matoth in dem Israelitischem Tempel zu Hildesheim, Hildesheim 1835
- Der Glaube : Vortrag zur Confirmationsfeier am Wochenfeste 5594 (1834) in dem Israelitischen Tempel zu Hildesheim, Hildesheim 1835
- Die Schule : Vortrag, als Einleitung einer öffentlichen Prüfung an der Israelitischen Volksschule zu Hildesheim, Hildesheim 1835
- Die Tugend : Vortrag am Pessachfeste in dem Israelitischem Tempel zu Hildesheim, Hildesheim 1836
- Die Ehepflichten : Vortrag zu einer Trauungsfeier in dem Israelitischem Tempel zu Hildesheim, Hildesheim 1836
- Das Testament unter Benennung einer Schenkung, nach Rabbinischen Quellen, Verlag Gehrich, Krefeld 1848
- Predigt, zur Einweihungs-Feier der Neuen Synagoge zu Crefeld am 17. Juni 1853, Verlag Gehrich, Krefeld 1853, 15 Seiten
- Das Paraphrastische der Arabischen Uebersetzung des R. Saadja Gaon, in: Monatsschrift für Geschichte und Wissenschaft des Judentums 1855, Heft 1
- Ha'azinu – Das Lied Mosis. Eine wissenschaftliche Vergleichung der auf diesen Pentateuch-Abschnitt in der Walton’schen Polyglotte enthaltenen Uebertragungen mit Bezugnahme auf einige neuere Uebersetzungen, Krefeld 1856
- Der Segen Mosis: Eine wissenschaftliche Vergleichung der auf diesem Pentateuch-Abschnitt in der Walton’schen Polyglotte enthaltenen Uebertragungen, unter Berücksichtigung der griechischen u. arabischen Varianten, Krefeld 1860